# Francis Pym Harding
Pour les articles homonymes, voir Harding.
Francis Pym Harding (1821-1875) était un militaire et un administrateur britannique qui fut lieutenant-gouverneur du Nouveau-Brunswick.

## Biographie
Francis Pym Harding naît en 1821 en Angleterre. Il s'engage dans l'armée britannique et sert avec le 22e régiment d'infanterie aux Indes, en Crimée, à Malte, puis au Nouveau-Brunswick où il arrive en avril 1866 pour combattre les Féniens.
Lorsque Charles Hastings Doyle, le lieutenant-gouverneur du Nouveau-Brunswick, lui aussi un militaire de carrière, est muté précipitamment en Nouvelle-Écosse pour résoudre une crise politique, Harding est aussitôt nommé à sa place par le premier ministre du Canada, John A. Macdonald. Harding devient ainsi lieutenant-gouverneur du Nouveau-Brunswick du 18 octobre 1867 au 22 juillet 1868.
En mars 1868, Harding est nommé major général et repart en Angleterre avec son régiment en février 1869.
Il prend sa retraite peu après et décède le 25 février 1875 à Lymington en Angleterre.